# Not the Same
«Not the Same» (з англ. — Не такий самий) — пісня австралійського співака Шелдона Райлі, яка була випущена 15 лютого 2022 року. Ця пісня має представляти Австралію на Євробаченні 2022. Пісня виступала у другому півфіналі, який відбувся 12 травня, після якого змогла кваліфікуватися до фіналу.

## Євробачення

### Eurovision — Australia Decides
Пісня була подана на щорічний пісенний конкурс «Eurovision — Australia Decides» у 2022 році, який обирає представника Австралії на пісенному конкурсі Євробачення, транслюваного Special Broadcasting Service (SBS) 26 лютого 2022 року. Райлі посів друге місце як на голосуванні журі, так і на телеголосуванні, але він набрав найбільшу кількість балів, вигравши конкурс.

### На Євробаченні
Шелдон Райлі виступив у другому півфіналі під 8 номером, між Сан-Марино і Кіпром 12 травня 2022. Пісня змогла кваліфікуватися до фіналу, який відбудеться 14 травня 2022.

## Чарти
| Чарт (2022)    | Найвища позиція |
| -------------- | --------------- |
| Австралія(AIR) | 3               |